# 덴데르몬더

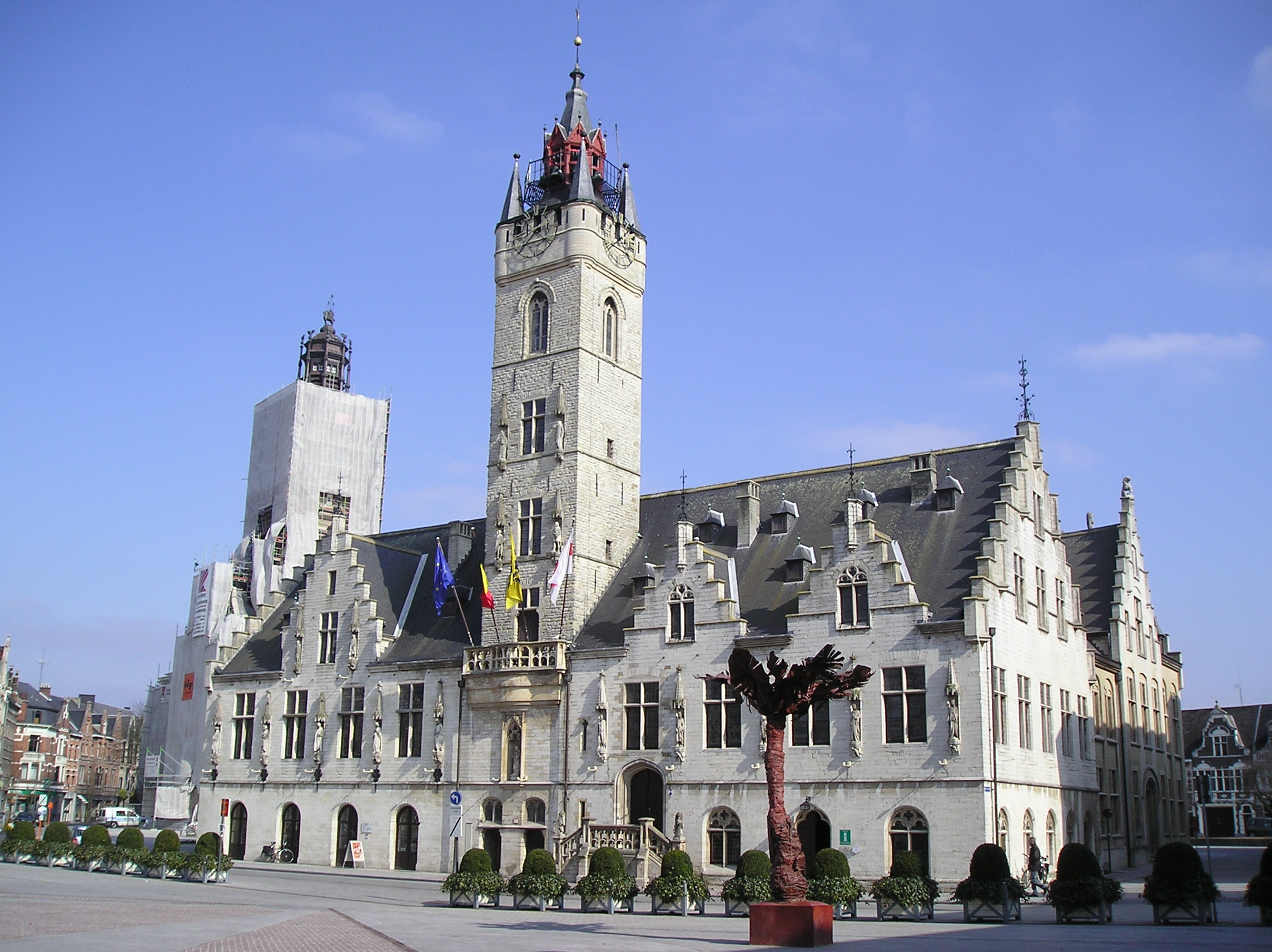
덴데르몬더 시청과 종탑

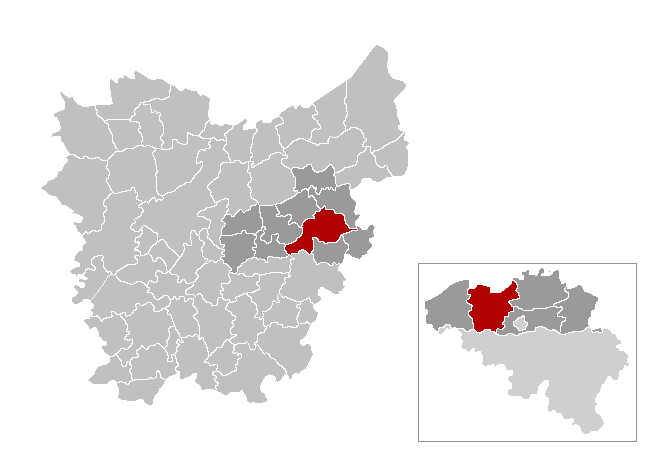
덴데르몬더의 위치

덴데르몬더(네덜란드어: Dendermonde, 프랑스어: Termonde 테르몽드[*])는 벨기에 플란데런 지역 오스트플란데런주에 위치한 도시로 면적은 55.67km2, 인구는 44,484명(2013년 1월 1일 기준), 인구 밀도는 800명/km2이다.

시기
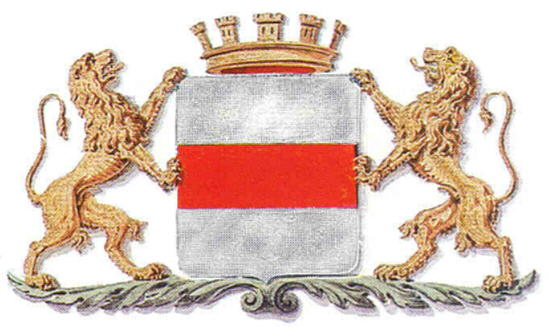
시 문장